# Liste der Pfarrer von Göda
Die Liste der Pfarrer von Göda beinhaltet die derzeit bekannten Amtsinhaber an der Kirche St. Peter und Paul seit der Gründung des Kirchspiels im Jahre 1076.

## Pfarrer bis zur Einführung der Reformation 1559
| Name                                  | Zeit              | Bemerkungen                                                          |
| ------------------------------------- | ----------------- | -------------------------------------------------------------------- |
| Pribizlaus sacerdos de Godowe         | 1216              | erster namentlich bekannter Pfarrer von Göda                         |
| Johann Plebanus in Godowe             | 1314              |                                                                      |
| Dietrich von Godow                    | 1. Hälfte 14. Jh. | später Kapitular am Domstift Bautzen                                 |
| Magister Benedikt                     | bis 1343          |                                                                      |
| unbesetzt                             | 1350–1353         | aus Geldmangel nur ein Vikar als Ersatz                              |
| Leuther von Penzig                    | 1366              |                                                                      |
| Leuther von Hohndorf                  | 1366–1434         | längste Amtszeit in der Geschichte der Kirchengemeinde               |
| Peter Pistoris                        | 1434–ca. 1451     | zu Lebzeiten Leuther von Hohndorfs schon Pleban in Göda              |
| unbesetzt                             | 1459–1478         | nur ein Vikar als Ersatz                                             |
| Martin Zachmann                       | 1488–vor 1505     | Grabstein an der Gödaer Kirche erhalten                              |
| Johannes von Gabelenz                 | 1505–nach 1523    | "Erbauer" der heutigen Kirche                                        |
| Martin Jentsch                        | 1540–1551         |                                                                      |
| Johann Georg Themler Jan Jurij Temler | 1551–1559         | letzter katholischer Pfarrer von Göda, bis 1573 Pfarrer in Crostwitz |

## Pfarrer nach der Einführung der Reformation 1559
| Name                                                 | Zeit       | Bemerkungen                                                                    |
| ---------------------------------------------------- | ---------- | ------------------------------------------------------------------------------ |
| Jakob Finkler                                        | 1559–1585  | *1527 in Bautzen                                                               |
| Martin Lehmann                                       | 1585–1589  | *1549 in Bautzen                                                               |
| Wenzel Warich Wjacław Warichius                      | 1589–1618  | *1564 in Gröditz; Übersetzer von Luthers Kleinem Katechismus ins Obersorbische |
| Wenzel Warich                                        | 1619–1633  | *1597 in Göda                                                                  |
| Tobias Prätorius                                     | 1633–1676  | *1604 in Hoyerswerda                                                           |
| Andreas Manicke                                      | 1676–1697  | *1631 in Mückenberg oder Ortrand                                               |
| Johann Christoph Lehmann                             | 1697–1732  | *1658 in Senftenberg                                                           |
| Johann Christoph Lehmann                             | 1732–1751  | *1686 in Senftenberg                                                           |
| Christoph Friedrich Lehmann                          | 1751–1780  | *1722 in Göda                                                                  |
| Christian Gottlob Schlinzig Křesćan Bohachwał Šlinčk | 1780–1816  | *1734 in Neschwitz                                                             |
| Gottfried August Clauß                               | 1816–1817  | *1750 in Pirna                                                                 |
| Christian August Cubasch Křesćan Awgust Kubaš        | 1817–1836  | *1769 in Tzschirna bei Lauban                                                  |
| Johann Karl August Räde                              | 1836–1858  | *1786 in Cannewitz                                                             |
| Friedrich Heinrich Immisch Jaroměr Hendrich Imiš     | 1858–1897  | *1819 in Buchwalde bei Baruth                                                  |
| Johann Paul Zieschang Jan Pawoł Křižan               | 1897–1923  | *1854 in Stiebitz bei Bautzen                                                  |
| Gerhard Johannes Voigt                               | 1923–1934  | *1868 in Klitten                                                               |
| Ernst Paul Wehser Ernst Pawoł Wjezar                 | 1934–1947  | *1890 in Baruth                                                                |
| Ernst Gerhart Laser                                  | 1948–1959  | * 16. Oktober 1910 in Hirschfelde                                              |
| Karl Pietsch                                         | 1960–1992  | *1927 in Weifa                                                                 |
| Dr. Rüdiger Laue                                     | 1993- 2006 | *1945 in Arnsdorf/Sa.                                                          |
| Christoph Rummel                                     | 2008-      | sorbischer Superintendent                                                      |